# Cyanomitra olivacea
Cyanomitra olivacea là một loài chim trong họ Nectariniidae.